# 리노이에 유지
리노이에 유지(일본어: 李家 裕二, 1859년 10월 20일~1901년 4월 29일)는 일본의 내무관료이다. 미에현지사, 도쿠시마현지사 등을 역임했다.

## 참고 자료
- 歴代知事編纂会編『新編日本の歴代知事』歴代知事編纂会、1991年。
- 秦郁彦編『日本官僚制総合事典：1868 - 2000』東京大学出版会、2001年。
- 『山口県人物・人材情報リスト 2011』日外アソシエーツ、2010年。
- 内閣「内務属李家裕二内務書記官ニ被任ノ件」明治20年。国立公文書館 請求番号：本館-2A-018-00・任Ａ00129100